# Patrick McLoughlin
Patrick Allen McLoughlin, thường được biết đến với cái tên Ngài Patrick McLoughlin (sinh 30 tháng 11 năm 1957) là một chính khách, tác giả và là một cựu thợ mỏ người Anh thuộc đảng Bảo thủ, trong suốt thời Thủ tướng Anh David Cameron và Theresa May. Ông lần đầu tiên trở thành Thành viên Quốc hội Anh (MP) vào năm 1986 theo bầu cử ở West Derbyshire. Vào ngày 4 tháng 9 năm 2012, ông được bầu làm Bộ trưởng Giao thông Anh, sau khi Justine Greening từ chức. Là một cựu thợ mỏ, ông là một trong số ít các nghị sĩ bảo thủ đã từng làm công nhân lao động trước khi được bầu vào Quốc hội. Ngày 14 tháng 7 năm 2016, ông từ chức Bộ trưởng Giao thông Anh và được thay thế bởi Chris Gayling, cùng lúc đó ông được Thủ tướng Theresa May bổ nhiệm làm Chủ tịch Đảng Bảo thủ và Lãnh đạo của Công tước Lancaster, hai chức vụ đó của ông đương nhiệm.

## Sách
- High Speed Rail (London - West Midlands) Bill (xuất bản ngày 25 tháng 11 năm 2013)
- High Speed Rail (London - West Midlands) Bill: Explanatory Notes (xuất bản ngày 5 tháng 6 năm 2014)